# Nieuw-Beijerland
Nieuw-Beijerland (51° 49′ N, 4° 21′ L) é uma cidade dos Países Baixos, na província de Holanda do Sul. Nieuw-Beijerland pertence ao município de Korendijk, e está situada a 3 km, a sul de Spijkenisse.
Em 2001, a cidade de Nieuw-Beijerland tinha 3200 habitantes. A área urbana da cidade é de 0.78 km², e tem 1143 residências.
A área de Nieuw-Beijerland, que também inclui as partes periféricas da cidade, bem como a zona rural circundante, tem uma população estimada em 3570 habitantes.